# 伯頓 (愛達荷州)
伯頓（英語：Burton）是位於美國愛達荷州麥迪遜縣的一個非建制地區。該地的面積和人口皆未知。

## 地理
伯頓的座標為43°47′51″N 111°51′29″W / 43.79750°N 111.85806°W，而該地的平均海拔高度為1474米（即4836英尺）。